# DDR-Meisterschaften im Hallenfaustball 1971/72
Die DDR-Meisterschaften im Hallenfaustball 1971/72 waren die Austragung der DDR-Meisterschaften der Männer und Frauen im Hallenfaustball der DDR in der Saison 1971/72. Die Saison begann im November 1971. Die Finalturniere fanden am Sonnabend, den 11. März 1972 statt.
An den beiden Finalturnieren nahmen die jeweils vier bestplatzierten Mannschaften der DDR-Oberliga teil.

## Herren
Abschlusstabelle der Vorrunde:
| 1. | ISG Hirschfelde (M)      | 20:8  |
| 2. | Rotation Dresden         | 20:8  |
| 3. | Fortschritt Zittau       | 18:10 |
| 4. | Lok Dresden              | 18:10 |
| 5. | Lok Wittstock            | 13:15 |
| 6. | Chemie Zeitz             | 08:20 |
| 7. | Medizin Erfurt (N)       | 08:20 |
| 8. | Fortschritt Glauchau (N) | 07:21 |

Oberliga-Absteiger waren Medizin Erfurt und Fortschritt Glauchau.

Endrunde um die DDR-Meisterschaft:
Halbfinale:
- ISG Hirschfelde – Lok Dresden 43:36
- Rotation Dresden – Fortschritt Zittau 54:36

Spiel um den dritten Platz:
- Lok Dresden – Fortschritt Zittau 45:34

Finale:
- ISG Hirschfelde – Rotation Dresden 41:35

Abschlussstand:
| 1. | ISG Hirschfelde    |
| 2. | Rotation Dresden   |
| 3. | Lok Dresden        |
| 4. | Fortschritt Zittau |

## Frauen
Abschlusstabelle der Vorrunde:
| 1. | SG Görlitz            |
| 2. | ISG Hirschfelde (M)   |
| 3. | Chemie Weißwasser (N) |
| 4. | Lok Schwerin          |
| …  | …                     |
| …  | Motor Rathenow (N)    |
| …  | …                     |

Endrunde um die DDR-Meisterschaft:
Halbfinale:
- SG Görlitz – Lok Schwerin 47:29
- ISG Hirschfelde – Chemie Weißwasser 55:34

Spiel um den dritten Platz:
- Chemie Weißwasser – Lok Schwerin 36:29

Finale:
- ISG Hirschfelde – SG Görlitz 41:34

Abschlussstand:
| 1. | ISG Hirschfelde   |
| 2. | SG Görlitz        |
| 3. | Chemie Weißwasser |
| 4. | Lok Schwerin      |

## Weitere Ergebnisse
Abschlussstand der DDR-Jugendliga (männlich):
- 1. Lok Dresden, 28 Punkte
- 2. Lok Berlin, 22 Punkte
- 3. Lok Güstrow, 14 Punkte
- 4. Empor Barby, 13 Punkte
- 5. ISG Hirschfelde, 12 Punkte
- 6. SG Görlitz, 9 Punkte

## Weblink
- Faustball-DDR-Meisterschaften auf sport-komplett.de